# Llanmaes
Ne doit pas être confondu avec Llanfaes.
Llanmaes (en anglais) ou Llan-faes (en gallois) est un village et une communauté du Vale of Glamorgan, au pays de Galles. Il est situé dans le sud du borough de comté, à 2 km au nord-est du centre-ville de Llantwit Major.

## Démographie
Au recensement de 2011, la communauté de Llanmaes comptait 403 habitants.